# Finale League Cup 2020
De finale van de League Cup van het seizoen 2019/20 werd op 1 maart 2020 gespeeld in het Wembley Stadium in Londen. Manchester City won met 1–2 van Aston Villa. Het was de derde winst op rij voor Manchester City onder trainer Pep Guardiola.

## Voorgeschiedenis
Aston Villa bereikte voor het eerst sinds 2010 de finale. Toen verloor men van Manchester United met 1–2. Manchester City stond voor het derde opeenvolgende seizoen in de finale.
Aston Villa haalde grotendeels op kousenvoeten de finale. Het stootte gevleid door tegen Wolverhampton Wanderers (vierde ronde/achtste finale) en Leicester City (halve finale). Het werd 2–1 en 3–2 (1–1 en 2–1), respectievelijk. Tussendoor, in de kwartfinale, versloegen de mannen van trainer Dean Smith een veredeld jeugdelftal van Liverpool met zware 5–0 cijfers doordat Liverpool een te drukke kalender had en op hetzelfde ogenblik actief was in de strijd om de wereldbeker voor clubs in Qatar. Het eerste elftal van Liverpool, trainer Jürgen Klopp en de A-spelers, waren op dat moment dus niet in Engeland. Klopp was furieus en haalde uit naar de kalendercommissie: "Verplaats de wedstrijd tegen Aston Villa naar een andere datum, anders spelen we niet", had de Duitse Liverpool-coach ermee gedreigd uit de League Cup te stappen.
Manchester City legde een heel ander parcours af dan Aston Villa, met een pittige halve finale. Het mocht in de beslissende fase van het toernooi vooreerst Southampton ontvangen en won overtuigend met 3–1 (vierde ronde/achtste finale), na twee goals van Sergio Agüero. Met dezelfde cijfers gingen de troepen van trainer Pep Guardiola in de kwartfinale winnen op bezoek bij League One-club Oxford United. Daarop volgde een stadsderby tegen Manchester United, heen en terug. City won op Old Trafford met 1–3 en in eigen huis verloor het op een zakelijke manier van United met 0–1, waarmee de finale veilig bereikt werd.

## Samenvatting
Dean Smith kon voorafgaand aan de finale al geen beroep meer doen op John McGinn. McGinn liep op 21 december 2019 een enkelblessure op in een competitiewedstrijd tegen Southampton. Daarnaast lag de recordtransfer van Aston Villa, de Braziliaanse spits Wesley Moraes, sinds Nieuwjaarsdag 2020 in de lappenmand met gescheurde kruisbanden – wegens een ingreep van Burnley-aanvoerder Ben Mee in de competitie. Om de schaarste aan spitsen op te lossen, plukte Smith in de wintermercato aanvallers Mbwana Samatta en Borja Bastón weg bij – respectievelijk – de Belgische eersteklasser KRC Genk en Championship-club Swansea City. Samatta begon aan de wedstrijd en scoorde het enige Aston Villa-doelpunt. Bastón ontbrak op het wedstrijdblad. Keinan Davis begon op de bank. Pep Guardiola miste vooral smaakmaker Leroy Sané en dit al sinds het seizoensbegin. De Duitser liep in augustus 2019 een knieblessure op in de FA Community Shield tegen Liverpool. Sané timmerde aan de weg terug.
De stand bij de pauze was meteen ook de eindstand. De Argentijnse aanvaller Sergio Agüero en de Spaanse middenvelder Rodri scoorden voor Manchester City. De aansluitingstreffer kwam dus van de voet van de Tanzaniaanse aanvaller Mbwana Samatta, de eerste Tanzaniaan in de Premier League. Flankspeler Phil Foden werd uitgeroepen tot man van de wedstrijd. Björn Engels speelde de hele wedstrijd voor Aston Villa, Kevin De Bruyne viel na 58 minuten in voor İlkay Gündoğan bij Manchester City. De Nederlander Anwar El Ghazi, die de assist gaf voor de goal van Samatta, werd na 70 minuten vervangen bij Aston Villa.

## Wedstrijdfiche
|                          |             |     |                      |                                                                                 |
| 1 maart 2020 16:30 UTC+1 | Aston Villa | 1–2 | Manchester City      | Wembley Stadium, Londen Toeschouwers: 82.145 Scheidsrechter: Lee Mason (Bolton) |
| 1 maart 2020 16:30 UTC+1 | 41' Samatta |     | 20' Agüero 30' Rodri | Wembley Stadium, Londen Toeschouwers: 82.145 Scheidsrechter: Lee Mason (Bolton) |

| Aston Villa | Manchester City |

| GK             | 25 | Ørjan Nyland             |       |     |
| RB             | 24 | Frédéric Guilbert        |       |     |
| CB             | 22 | Björn Engels             |       |     |
| CB             | 40 | Tyrone Mings             | 90+2' |     |
| LB             | 18 | Matt Targett             |       |     |
| CM             | 6  | Douglas Luiz             |       |     |
| CM             | 11 | Marvelous Nakamba        | 72'   |     |
| RW             | 27 | Ahmed Elmohamady         | 68'   | 70' |
| AM             | 10 | Jack Grealish            |       |     |
| LW             | 21 | Anwar El Ghazi           |       | 70' |
| CF             | 20 | Mbwana Samatta           |       | 80' |
| Wisselspelers: |    |                          |       |     |
| GK             | 29 | Pepe Reina               |       |     |
| DF             | 3  | Neil Taylor              |       |     |
| DF             | 15 | Ezri Konsa               |       |     |
| MF             | 8  | Henri Lansbury           |       |     |
| MF             | 14 | Conor Hourihane          |       | 70' |
| MF             | 17 | Mahmoud Hassan Trézéguet |       | 70' |
| FW             | 39 | Keinan Davis             |       | 80' |
| Coach:         |    |                          |       |     |
| Dean Smith     |    |                          |       |     |

| GK             | 1  | Claudio Bravo        |     |     |
| RB             | 2  | Kyle Walker          |     |     |
| CB             | 5  | John Stones          |     |     |
| CB             | 25 | Fernandinho          |     |     |
| LB             | 11 | Oleksandr Zintsjenko |     |     |
| CM             | 8  | İlkay Gündoğan       |     | 58' |
| CM             | 16 | Rodri                | 60' |     |
| RM             | 47 | Phil Foden           |     |     |
| AM             | 21 | David Silva          |     | 77' |
| LM             | 7  | Raheem Sterling      | 57' |     |
| CF             | 10 | Sergio Agüero        |     | 84' |
| Wisselspelers: |    |                      |     |     |
| GK             | 31 | Ederson              |     |     |
| DF             | 22 | Benjamin Mendy       |     |     |
| DF             | 30 | Nicolás Otamendi     |     |     |
| MF             | 17 | Kevin De Bruyne      |     | 58' |
| MF             | 20 | Bernardo Silva       |     | 77' |
| MF             | 26 | Riyad Mahrez         |     |     |
| FW             | 9  | Gabriel Jesus        |     | 84' |
| Coach:         |    |                      |     |     |
| Pep Guardiola  |    |                      |     |     |

| Man van de wedstrijd: Phil Foden (Manchester City) |